# Relacja słabo konfluentna
Relacja słabo konfluentna – relacja taka, że dla dowolnych {\displaystyle a,b,c} takich że {\displaystyle a} jest w relacji z {\displaystyle b} i {\displaystyle a} jest w relacji z {\displaystyle c,} istnieją takie ciągi skończone zaczynające się odpowiednio od {\displaystyle b} i {\displaystyle c,} które mają wspólny element końcowy {\displaystyle d.}
Na rysunku ciąg z {\displaystyle b} liczy pięć elementów, zaś ciąg z {\displaystyle c} – cztery.
W reprezentacji grafowej relacji oznacza to, że jeśli z jednego węzła rozejdziemy się o jeden krok, to możemy wybrać takie drogi, żeby się ponownie spotkać. Jeśli jest to prawda dla rozejścia się o dowolną skończoną liczbę kroków, to relacja jest silnie konfluentna.